# Variabile AM Herculis
Una variabile AM Herculis, chiamata anche Polar in inglese (Polare) è un tipo di variabile cataclismica. 
Questo tipo di variabile è costituito da una stella di sequenza principale di classe M o K, e da una nana bianca dotata di un forte campo magnetico. 
Nella gran parte delle variabili cataclismiche in un sistema binario la materia di una stella di sequenza principale viene attratta gravitazionalmente da una nana bianca formando un disco di accrescimento attorno a quest'ultima. Nel caso delle AM Herculis il campo magnetico della nana bianca impedisce la formazione del disco di accrescimento, convogliando la materia proveniente dalla stella di sequenza principale in flussi di accrescimento diretti verso i poli magnetici della nana bianca. Il materiale confluisce ad alta velocità (3000 km/s) e la sua energia cinetica viene trasformata in raggi X. Lo stesso campo magnetico blocca la rotazione delle due componenti, che diviene sincrona, inoltre il periodo orbitale è sincronizzato con il periodo di rotazione della nana bianca.
Prendono il nome di Polar per la luce polarizzata emessa, e dal prototipo di questa classe, cioè AM Herculis, che è un sistema con un periodo di 3,1 ore e che fu scoperta da Max Wolf nel 1923. L'astronomo tedesco la incluse tra le variabili irregolari, e rimase così catalogata fino al 1976, quando fu scoperta la sua vera natura. Nel caso di questa stella, la nana rossa secondaria ha una forma distorta e allungata verso la nana bianca, a causa dell'attrazione gravitazionale di quest'ultima. A causa della sua forma non sferica, la secondaria cambia leggermente in luminosità a seconda della sua posizione nell'orbita; a ciò si unisce un'ulteriore variazione di luminosità dovuta al riscaldamento della superficie della nana rossa da parte dei raggi X della nana bianca.